# Archidendron muricarpum
Archidendron muricarpum là một loài thực vật có hoa trong họ Đậu. Loài này được (Kosterm.) Verdc. miêu tả khoa học đầu tiên.